# Онесто Сілано
Онесто Сілано (італ. Onesto Silano, 14 червня 1911, К'єрі — 16 вересня 1993, Буенос-Айрес) — італійський футболіст, що грав на позиції лівого крайнього нападника.
Виступав за клуб «Торіно». Володар Кубка Італії.

## Ігрова кар'єра
Народився 4 жовтня 1908 року в місті К'єрі поблизу Турина. Дорослу футбольну кар'єру розпочав в сезоні 1928/29 в команді «Торіно» у 18 років. Вже з наступного сезону став основним лівим нападником клубу, в складі якого взяв участь у 210 матчах чемпіонату (забив 59 голів). 
У розіграші 1935/36 виборов титул володаря Кубка Італії. У фіналі «Торіно» переміг «Алессандрію» з рахунком 5:1, а Сілано забив 2 голи. Того ж року команда посіла третє місце в чемпіонаті, а також дебютувала в Кубку Мітропи. У розіграші Кубка Мітропи 1936 «Торіно» стартував з кваліфікаційного раунду, в якому зустрічався з швейцарським клубом «Берн». Італійська команда двічі розгромно перемогла — 4:1 і 7:1 (Онесто забив сьомий гол). В наступному раунді «Торіно» зустрічався з угорським «Уйпештом». В домашньому матчі Сілано відзначився голом, а його команда перемогла з рахунком 2:0, але у матчі-відповіді поступилась 0:5 і залишила турнір.
Наступного сезону в складі команди «Торіно» Сілано знову став третім призером чемпіонату. Цей сезон 1936/37 років став останнім для гравця у складі туринського клубу.

## Виступи за збірну
1931 року захищав кольори збірної Італії-B. У складі цієї команди провів 2 матчі і забив 2 голи.

## Статистика виступів

### Статистика виступів у кубку Мітропи
| №                      | Розіграш               | Стадія                 | Дата та місце проведення | Команда 1              | Рахунок | Команда 2 | Голи та інше |
| ---------------------- | ---------------------- | ---------------------- | ------------------------ | ---------------------- | ------- | --------- | ------------ |
| 1                      | 1936                   | кв. раунд              | 07.06.1936 Берн          | Берн                   | 1:4     | Торіно    |              |
| 2                      | 1936                   | кв. раунд              | 14.06.1936 Турин         | Торіно                 | 7:1     | Берн      | 88'          |
| 3                      | 1936                   | 1/8                    | 21.06.1936 Турин         | Торіно                 | 2:0     | Уйпешт    | 51'          |
| 4                      | 1936                   | 1/8                    | 26.06.1936 Будапешт      | Уйпешт                 | 5:0     | Торіно    |              |
| Всього у кубку Мітропи | Всього у кубку Мітропи | Всього у кубку Мітропи | Всього у кубку Мітропи   | Всього у кубку Мітропи | 4       |           | 2            |

## Титули і досягнення
- Володар Кубка Італії (1):

«Торіно»: 1935-1936
- Бронзовий призер чемпіонату Італії (2):

«Торіно»: 1935-1936,  1936-1937